# Lijst van heersers van Aumale

Aumale, centraal bovenaan

Dit is een lijst van heersers van Aumale, een plaats in het Franse departement Seine-Maritime. 

## Graven van Aumale
De eerste gravin van Aumale was Adelheid van Normandië, de halfzus van Willem de Veroveraar. Na de dood van haar man Lambert van Boulogne in 1054 verhief Willem haar tot gravin van Aumale. Zij hertrouwde met Odo II van Champagne in 1060. Hun zoon Stefanus van Aumale erfde de titel in 1090.
- Willem van Aumale (1127-1179)
- Hawise van Aumale (1179-1196)

In augustus 1196 veroverde koning Filips II van Frankrijk Aumale, waarna het graafschap deel ging uitmaken van de koninklijke domeinen.

### Huis Dammartin
- Reinoud van Dammartin (1204-1206), na zijn huwelijk met Ida van Boulogne kreeg hij van de koning het graafschap in 1204 als bruidschat. In 1206 ruilde hij het graafschap met zijn broer Simon van Dammartin voor het graafschap Mortain. Tijdens de Slag bij Bouvines in 1214 werd Simon gevangengenomen en keerde het graafschap terug naar de koninklijke domeinen. Filips Hurepel, de zoon van koning Filips II, getrouwd met Mathilde van Dammartin, kreeg het graafschap in leen. Na de dood van Filips Hurepel in 1234 kreeg Simon het graafschap terug. De dochter van Simon, Johanna van Dammartin was getrouwd met koning Ferdinand III van Castilië en zo kwam het graafschap na diens dood in 1239 onder de Kroon van Castilië.

### Kroon van Castilië
- Ferdinand I (1239-1252)
- Ferdinand II (1252-1260)
- Jan I (1260-1302)
- Jan II (1302-1343)
- Blanca van Aumale (1343-1387), gehuwd met Jan V van Harcourt

### Huis Harcourt
- Jan III (1387-1389)
- Jan IV (1389-1452)
- Maria van Aumale (1452-1458), gehuwd met Anton van Vaudémont

### Huis Lotharingen
- Jan V (1458-1473)
- René II van Lotharingen (1473-1508)
- Claude I (1508-1547)

## Hertogen van Aumale
- Claude I (1547-1550)
- Claude II (1550-1573)
- Karel I (1573-1595), wegens majesteitsschennis werden zijn bezittingen geconfisqueerd
- Anna van Aumale (1618-1638), dochter van Karel was gehuwd met Hendrik I van Savoye-Nemours.

### Huis Savoye
- Lodewijk van Savoye-Nemours (1638-1641)
- Karel Amadeus van Savoye-Nemours (1641-1652)
- Hendrik II van Savoye-Nemours (1652-1659), aartsbisschop
- Maria Johanna van Savoye-Nemours (1659-1686), nicht van Hendrik II, verkoopt het hertogdom

### Huis Bourbon
- Lodewijk August van Bourbon (1686-1736)
- Lodewijk Karel van Bourbon (1736-1775)
- Lodewijk Jan Maria van Bourbon (1775-1793)
- Louise Marie Adélaïde van Bourbon (1793-1821) gehuwd met Lodewijk Filips II van Orléans

### Huis Orléans
- Hendrik van Orléans, kleinzoon van Louise Marie, stierf kinderloos